# Anna Thompson
Anna Thompson (ur. 11 grudnia 1976 w Melbourne) – australijska lekkoatletka, specjalizująca się w biegach długodystansowych i przełajowych.

## Osiągnięcia
- 2 brązowe medale w drużynie mistrzostw świata w przełajach (Fukuoka 2006 – krótki dystans i Edynburg 2008)
- 58. miejsce w rywalizacji indywidualnej podczas mistrzostw świata w biegach przełajowych w Bydgoszczy (2010)
- 7 złotych medali mistrzostw Australii (przełaje, bieg na 3000 m, bieg na 10 000 m, półmaraton)

## Rekordy życiowe
- bieg na 800 m – 2:07,10 (2001)
- bieg na 1500 m – 4:16,51 (2005)
- bieg na 3000 m – 8:58,93 (2006)
- bieg na 5000 m – 15:42,31 (2004)
- bieg na 10 000 m – 32:27,74 (2006)
- bieg na 10 km – 32:43 (2006)
- półmaraton – 1:11:38 (2007)
- maraton – 2:33:20 (2005)